# Percnia longitermen
Percnia longitermen là một loài bướm đêm trong họ Geometridae.